# Obereggen

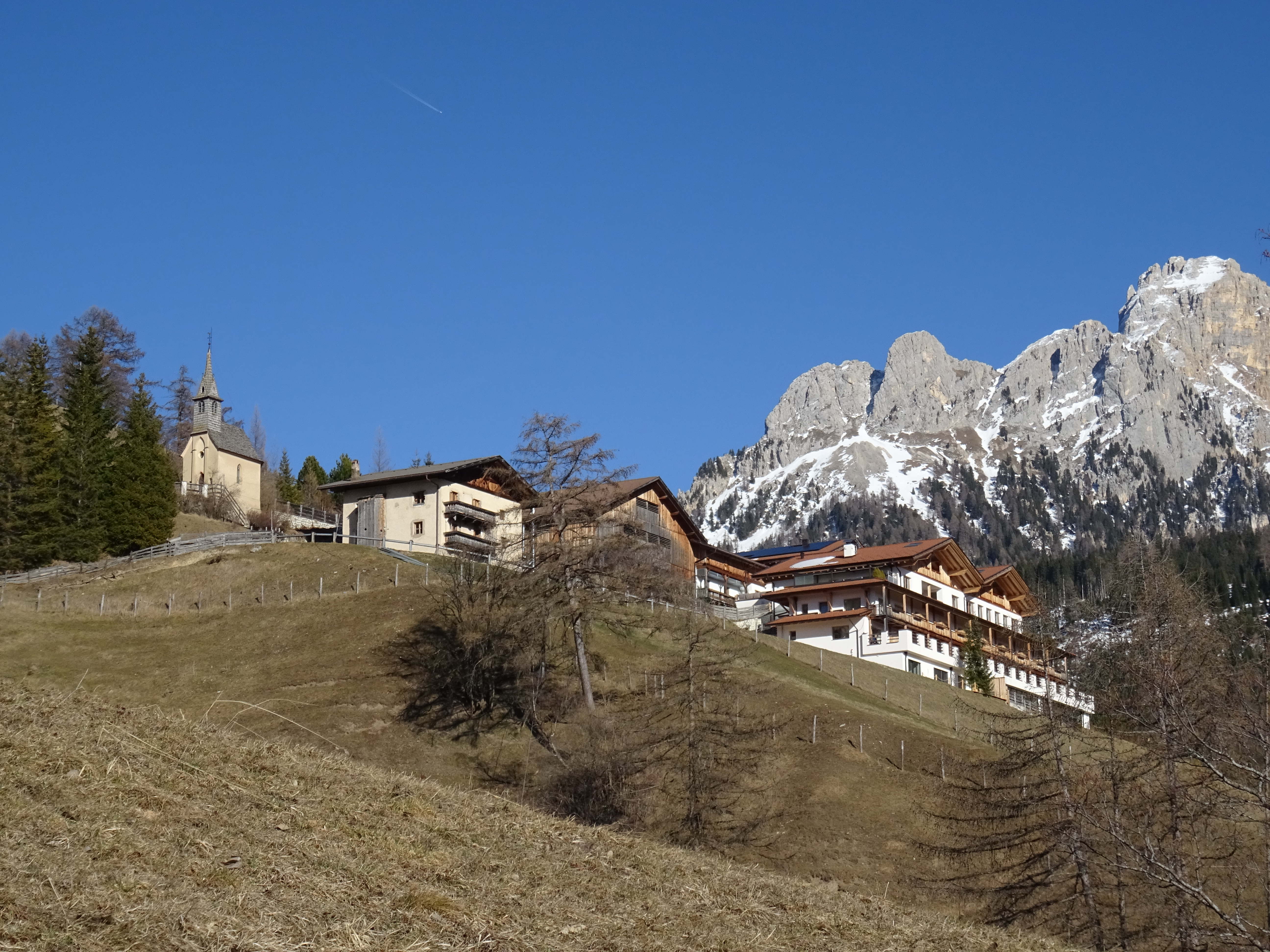
Obereggen vor dem Hintergrund des Latemar

Obereggen ist ein Bergdorf im Eggental in Südtirol, das zur Fraktion Eggen der Gemeinde Deutschnofen gehört. Das Dorf liegt in den Dolomiten am Fuße des Latemar. In Obereggen ist der Tourismus der wichtigste Wirtschaftsfaktor. Vor allem Wintersportlern ist es wegen des Skigebiets, des Ski Center Latemar, bekannt. Das Eggentaler Schupfenfest findet seit 2002 immer am ersten Sonntag im August statt.
Das Dorf an sich hat 93 Einwohner. Der Haupterwerb ist mit dem Tourismus verbunden, aber auch einige Bauern mit Viehwirtschaft üben noch ihre Tätigkeit aus.
Die Marienkapelle, einziger Sakralbau des Orts, entstand 1898.
Bei der Bozner Kunstschau von 1924 stellte Albert Stolz das Gemälde Obereggen aus.